# Єста Карлссон
Єста Карлссон (швед. Gösta Carlsson, 2 лютого 1906 — 5 жовтня 1992) — шведський велогонщик.
Бронзовий призер Олімпійських Ігор 1928 (групова шосейна гонка), 1928 (командна шосейна гонка) років.